# シリアの鉄道
シリアの鉄道では、シリアにおける鉄道について記す。

## 軌間
シリアの鉄道の軌間は標準軌である。一部路線は狭軌（1,050mm）である。
標準軌（1,435mm） 2,423km
狭軌（1,050mm） 327km

## 事業者
- シリア鉄道（英語版） - 標準軌
- ヒジャーズ・シリア鉄道（英語版） - 狭軌（1050mm）

## 路線
- ラタキア - アレッポ - ラッカ - デリゾール - ハサカ - カーミシュリー - トルコ方面（ヌサイビン（英語版））
- アレッポ - Al-Rai - トルコ国内 - Al-Yaarubiyah - イラク方面（バグダード）
- ラタキア - タルトゥース - ホムス
- ダマスカス - ホムス - ハマー - アレッポ - Meidan Ekbis - トルコ方面（アンカラ）
- ダマスカス - ダルアー - ヨルダン方面（アンマン）

## 隣接国との鉄道接続状況
- トルコ - 接続あり
- イラク - 接続あり
- ヨルダン - 接続あり
- イスラエル - 接続なし
- レバノン - 接続なし